# Lacul Scropoasa
Lacul Scropoasa se află în Munții Bucegi, pe valea râului Ialomița. Este un lac de baraj artificial construit în anul 1929 în scopuri hidroenergetice. Lacul este situat la altitudinea de 1.197 m, adâncime maximă 15 m și ocupă o suprafață de 5,7 ha.  
Lacul Scropoasa se întinde între localitățile Scropoasa și Dobrești, pe o lungime de 2,5 km și alimentează hidrocentrala de la Dobrești construită în anul 1936. În apropiere, se află cabana Scropoasa. 
Lacul Scropoasa este în prezent utilizat și pentru agrement și este unul dintre cele mai importante obiective turistice din Muntenia.